# 極限環境微生物

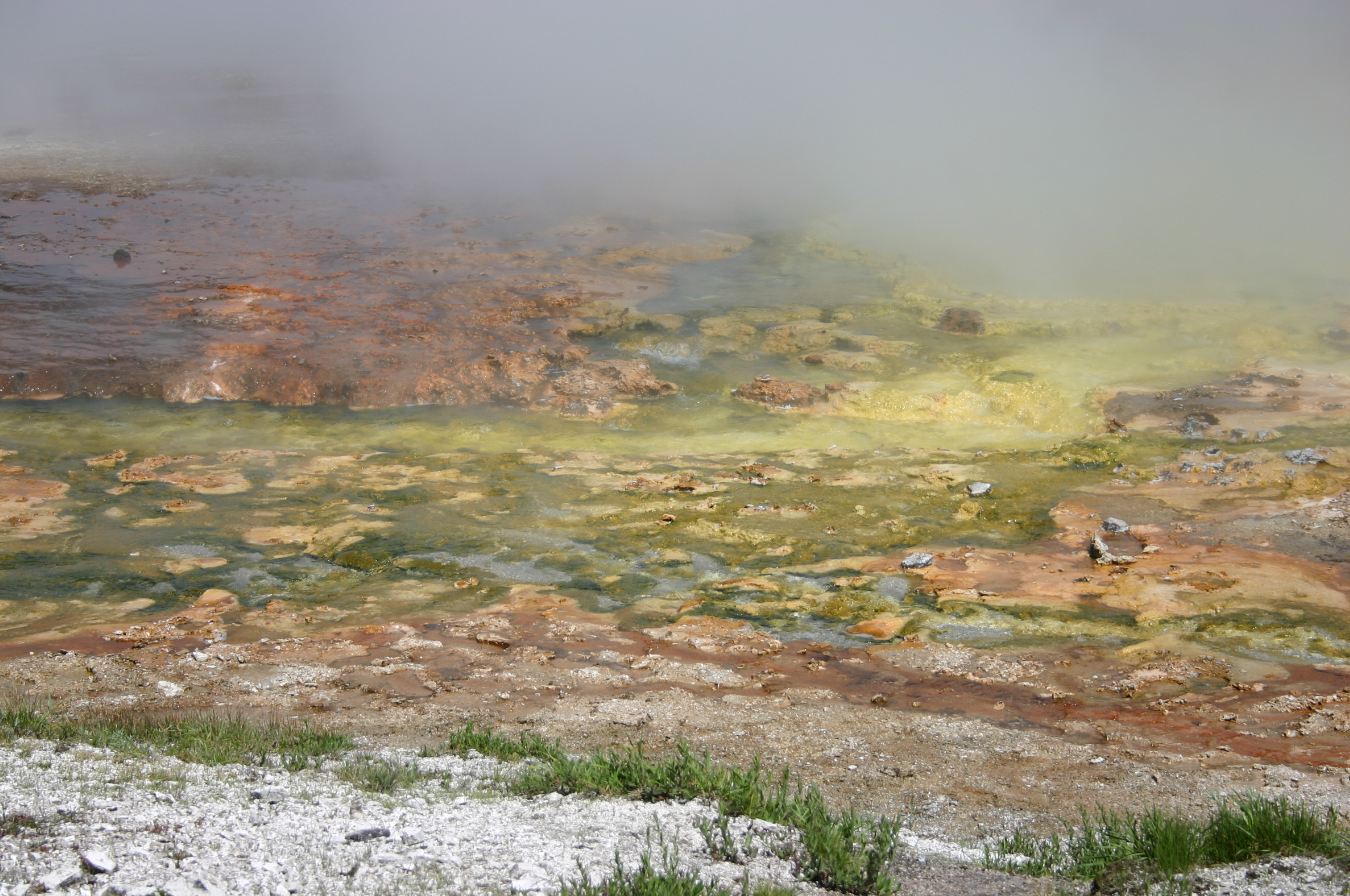
超好熱性細菌が繁殖する温泉地。アメリカ合衆国イエローストーン国立公園。

極限環境微生物（きょくげんかんきょうびせいぶつ）は、極限環境条件でのみ増殖できる微生物の総称。なお、ここで定義される極限環境とは、ヒトあるいは人間のよく知る一般的な動植物、微生物の生育環境から逸脱するものを指す。ヒトが極限環境と定義しても、極限環境微生物にとってはむしろヒトの成育環境が「極限環境」である可能性もある。
放射線耐性菌や有機溶媒耐性菌は、これらの環境でのみ増殖できるわけではなく、むしろ通常条件の方が適しているが、極限環境微生物に含める場合が多い。

## 極限環境とは
極限環境の条件およびそれらの微生物の一般名、代表種は以下の通りである。
- 高温：好熱菌 - Methanopyrus kandleri (- 122℃)
- 高pH：好アルカリ菌 - Alkaliphilus transvaalensis (- pH12.5)
- 低pH：好酸菌 - Picrophilus oshimae (- pH-0.06)
- 高NaCl濃度：好塩菌 - Halobacterium salinarum （- 飽和濃度）
- 有機溶媒：溶媒耐性菌
- 高圧力：好圧菌 - Pyrococcus yayanosii（- 1200気圧）
- 放射線：放射線耐性菌 - テルモコックス・ガンマトレランス（英語版）（最大30,000Gyのガンマ線照射に耐える）

など
一般に古細菌は膜構造などから極限環境に有利とされ、現在分離されている古細菌はメタン菌（一部好熱菌や好冷菌、好塩菌、高圧菌を含む。それ以外も強い偏性嫌気性菌ではある）を除いて全種が1つ以上の極限環境に適応している。特に高温や強酸には強く、種によっては122℃やpH-0.06で生育できる（低温は-2℃、アルカリ性環境はpH12程度まで）。逆に人間が生活するような環境（好気常温の真水または土壌）で生育できる古細菌は、一部の未記載種を除き発見されていない。真正細菌もその種類の多さ（確認されている種の数は古細菌の20倍以上）から多様な極限環境微生物を含んでいる。また、一部の菌類や藻類も高温や強酸、高NaCl濃度に耐えることができ、これも極限環境微生物と言える。
これらの微生物の保持する酵素をイクストリーモザイム（Extremozymes）と呼称する。イクストリーモザイムはその多くが工業利用を期待されており、実際に洗剤などに応用されている例もある。また、ここでは酸素分圧、貧栄養に関する問題も取り上げる。

### 酸素分圧（最終電子受容体）
酸素は好気呼吸における最終電子受容体として用いられるが、同時に酸化力の強い毒素であると見なせる。酸素を電子受容体として用いた場合、スーパーオキシドという反応性の高い有害物質を体内で作成することとなる。そのためある種の微生物では空気中の酸素分圧では生育不可能となる。酸素分圧による分類法は以下の通りである。
- 好気性：通常の20 %酸素存在下で生育可能な生物。狭義には地球上の空気の酸素存在比でないと生育を示さない偏性好気性を意味する。好気性はさらに以下の分類がなされる。
  - 偏性好気性：10 - 20 %酸素存在下で生育可能な生物。例としては大半の多細胞生物、一部の偏性好気性細菌および古細菌（Aeropyrum pernix など）があげられる。こうした生物では、ある程度以下の酸素分圧に置かれると、まったく呼吸ができなくなる。絶対好気性とも呼ばれる。
  - 通性好気性：20 %酸素でもそれ以下の酸素分圧あるいは完全嫌気でも増殖を示す。例としては大腸菌などの腸内細菌、出芽酵母など。好気性細菌の多くはここに含まれると考えられる。
  - 微好気性：酸素分圧が2 - 10 %の環境で至適生育を示す。下限の数字については、様々な解釈があるが、この数字は実験者の印象などによって異なると考えられる。こうした生物ではSODの能力が低いと思われる。
- 嫌気性：酸素の非存在下で生育を示す生物。狭義には完全無酸素状態でないと生育できない偏性嫌気性をさす。嫌気性も以下の分類がなされる。嫌気性生物では、酸素を最終電子受容体としない嫌気呼吸が行なわれている。高等生物ではこうした生物はほとんど存在しないが、一部の寄生生物などでは嫌気的に生育するものも存在する。
  - 偏性嫌気性：完全無酸素状態でないと生育を示さない生物。細菌等微生物が大半である。極度に酸素を嫌う生物として、鉄細菌、硫酸還元菌、メタン菌など。いずれも嫌気呼吸生物の代表である。
  - 通性嫌気性：通性好気性と意味合いは似るが、実験者の捉え方などでこちらが使用されることもある。どちらかと言えば嫌気度の高い環境でよく生育するものを指す。

### 温度

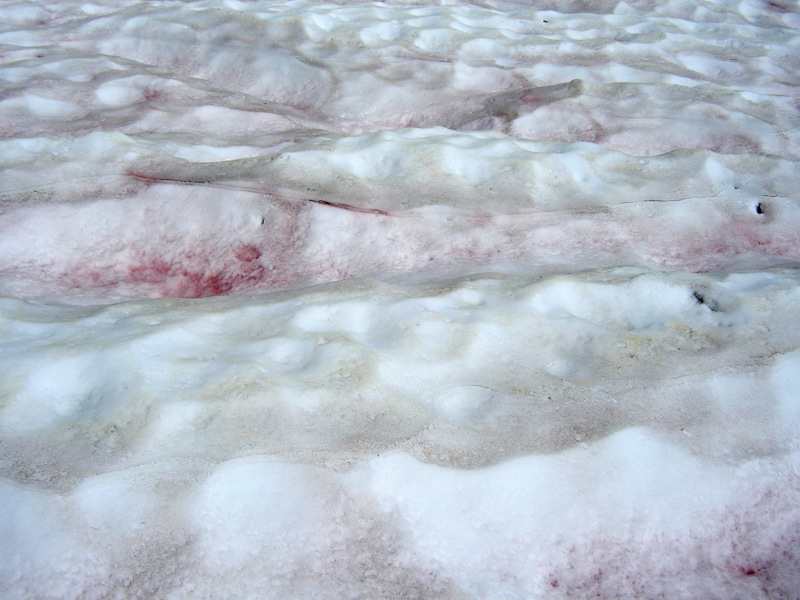
雪上に生育した氷雪藻

温度は酵素活性の維持など、生物体内における化学反応にもっとも重要なパラメータである。事実、恒温動物では化学反応の安定化にエネルギーの大半を費やしている。大半の高等動物では地球の平均気温18℃を中心に、比較的広範囲の温度に対応できるが、極端な低温、高温条件では酵素の変性による化学反応効率の低下や、シグナルタンパク質の熱変性などを招き死滅する。定義は決定的なものではないが、以下の分類が存在する。
- 好冷性：0℃付近でよく増殖し、20℃以上では増殖できない。好冷性に要求される性質は、低温環境でも化学反応を進行できる低温性の酵素群および生体膜の流動性を保つための高度不飽和脂肪酸等がある。好冷性細菌の多くがここに含まれるが、一部の高等動物（南氷洋に成育する魚など）などでも20℃以上での成育が不可能なものも存在する。
- 中温性：20 - 45℃に至適条件を示す生物。大半の高等動物や腸内細菌はここに属する。人間の一般的な感覚から生物の通常状態と考えるのがこの範囲の温度だろう。
- 好熱性：45 - 60℃に至適条件を示す生物。一部のカビや好熱性細菌といわれる生物群が含まれる。広義には45℃以上に至適増殖を示す生物群を含む。
- 高度好熱性：60 - 80℃に至適増殖を示す生物。この用語は便宜的なもので割愛されることも多く、好熱性にまとめられることが多い。一部のカビや好熱菌が多く含まれる。
- 超好熱性：80℃以上に至適増殖を示す生物。その大半が古細菌である。極度に高い温度を好むこれらの生物群は、高温に耐えうる強固なタンパク質および生体膜構造を有する。2008年7月現在、最も高い生育温度は122℃である。

好熱パラメータではなく耐性という形で分類することもある。中温域で至適生育を示すが、それを超える温度（あるいはそれ以下の温度）でも生育可能であることを示す。
- 耐冷性：15℃以下でも生育可能な生物群。
- 耐熱性：45℃以上でも生育可能な生物群。

### 水素イオン濃度 (pH)
水素イオン濃度 (pH) は、生化学反応の進行に重要なパラメータの1つである。酸化還元反応などは、酸塩基触媒によって容易に影響を受けることが知られる。また、極端なpH存在下では、タンパク質の変性が起こることが知られる。pHによる分類は以下の通りである。
- 好中性：pH5 - 9に至適増殖を示す生物。大半の高等生物がここに含まれる。生理学的条件とはたいていこの範囲であるが、消化液などはこれらの範囲を逸脱するpHが観察される。
- 好酸性：pH5以下に至適増殖を示す生物。極端な酸性条件では、生化学反応の調節の乱れやタンパク質の変性が見られるが、これらの条件に耐えうる生化学的資質を有する好酸性菌などが含まれる。中にはpH0以下の条件で生育する生物（古細菌）も存在する。
- 好アルカリ性：pH9以上に至適増殖を示す生物。強アルカリ性条件ではタンパク質が変性するうえ、生化学反応の調節や化学浸透圧形成が困難なため、強アルカリ性環境を好む生物は存在しないと考えられていたが、掘越弘毅が好アルカリ菌を分離した。強アルカリ性条件に耐えうるタンパク質、生体膜脂質および化学浸透圧形成能は特異なものである。

また熱と同様、耐酸性、耐アルカリ性という分類も存在する。例えばメダカなどはpH2という条件で成育することが観察されており、いくつかの高等生物は耐性を有することが知られている。

### 塩度（塩分）
塩濃度は浸透圧の維持のために、ある程度の濃度が要求される。赤血球など細胞壁を有しない細胞は、低張液に入れられると破裂し、高張液に入れられると脱水してしぼんでしまうことが観察されている。しかし、極端な低張液、あるいは飽和に近い高張液に適応した生物も存在する。分類は以下の通りである。
- 非好塩性：至適増殖NaCl濃度が0 - 0.2M。ほとんどの高等生物や土壌細菌が該当する。単細胞生物体にて低張液に対応するには極めて有能な無機イオンポンプが必要であり、中には純水で生育する細菌も見られる（→下の貧栄養細菌）。
- 低度好塩性：至適増殖NaCl濃度が0.2 - 0.5M。海洋性の高等生物や細菌の多くが含まれる。
- 中度好塩性：至適増殖NaCl濃度が0.5 - 2.5M。様々な含塩試料から分離される細菌が含まれる。
- 高度好塩性：広義では至適増殖NaCl濃度が2.5 - 5.2Mのこと。狭義では古細菌ユーリ古細菌門高度好塩菌ハロバクテリウム綱に属す生物のこと。大半が高度好塩性古細菌に占められる。一部真正細菌も見つかっているが3種のみである。このような生物では酵素活性に塩を要求することも多い。

### 圧力（静水圧）
一般には有名とはいえないが、増殖パラメータに圧力を有する生物も存在する。深海に生息している魚や微生物、小動物は高圧力下でよく生育する。こうした生物は1気圧では正常な生育を示さない。また、発見された好圧性生物のほとんどは深海からスクリーニングされたため10℃以上で増殖できない好冷性生物でもある。ただし、Pyrococcus yayanosii（80 - 107°C、15 - 150MPaで生育）の様な絶対好圧性の超好熱菌もいる。
- 好圧性：1気圧以上の圧力条件下に生育至適を持つもの。
  - 絶対好圧性：大気圧下では増殖できない。
  - 偏性好圧性：500気圧以上の至適増殖圧力を有する。
  - 通性好圧性：500気圧の圧力下でも生育できる。
- 耐圧性：1気圧で至適増殖を示すが、ある程度の圧力（500気圧）に耐えうる。ただし、500気圧というのは便宜的なものであり、あまり研究も進んでいないため、曖昧な定義である。200気圧でも生物にとっては高圧条件である。

好圧、あるいは耐圧パラメータを示す生化学的資質は理解が進んでいないが、加圧と加熱は生物に与える影響としては似ており、耐熱性パラメータに似ている可能性がある。しかし、耐熱性を保ちながら好冷性を確保するのは難しく、この点については新しい生化学的資質が見つかる可能性もある。

### 貧栄養条件
一部の細菌には高栄養条件下では生育しないものが存在する。外洋などではこうした低栄養細菌（貧栄養細菌）がバイオマスでは支配的と考えられている。余りにも生育が遅いために、数週間、時には数ヶ月に及ぶ培養実験が必要であり、収量も多くない、実験困難な細菌の一部である。しかしこれらの細菌群は、単に至適生育条件で培養できていない可能性も存在し、貧栄養細菌という分類は近年ではあまり使用しない。

### 有機溶媒
有機溶媒は生物にとっては猛毒であり、脂質二重層を破壊し、細胞の構造すべてを破壊する。またタンパク質もコンフォメーションを保てず、変性して白濁する。唯一安定なのは核酸のみであり、核酸の抽出にエタノールやフェノールが使用されているのも理解できるように思える。しかし、一部の細菌あるいは酵母などでは水と二層にわかれるほど大量の有機溶媒存在下でも増殖可能なものが見つかっている。そのような生物を有機溶媒耐性菌という。有機溶媒をあえて好む生物は現在のところ確認されていないが、有機溶媒耐性菌には有機溶媒を資化するものも存在する。

### 放射線
放射線はDNAの変異源として最も有名であり、放射性物質は癌源物質ではもっとも有害なものの1つである。しかし、放射線耐性菌デイノコッカス・ラディオデュランスは放射線存在下でも増殖が可能である。この種はγ線によって滅菌されたはずの缶詰の中で繁殖していることから発見された。大腸菌やヒトでは、30グレイ程度の放射線量で死に至るが、Deinococcus は5,000グレイ程度の放射線に対しても耐性を持ち、増殖が可能である。Deinococcus は極めて強力なDNA修復機構を持っていると考えられており、放射線や紫外線によるDNA変異に対して、すぐさま修復機構が働くことによって生育可能となると考えられている。理由は不明だが、パンダの腸内からも分離されている。
2003年に発見された古細菌テルモコックス・ガンマトレランスは、5,000グレイの瞬間的な照射と、合計30000グレイまでのガンマ線に耐えることが出来る。これは先述のデイノコッカス・ラディオデュランスよりも強い。放線菌ルブロバクテル・ラディオトレランス P-1はさらに強く、10,000グレイのガンマ線に耐え、16,000グレイの照射でも37 %が生存する。